# Heliotropium bucharicum
Heliotropium bucharicum är en strävbladig växtart som beskrevs av Boris Fedtjenko. Heliotropium bucharicum ingår i Heliotropsläktet som ingår i familjen strävbladiga växter. Inga underarter finns listade i Catalogue of Life.